# جان لودر
جان لودر (انگلیسی: John Loder؛ ۳ ژانویه ۱۸۹۸ – ۲۶ دسامبر ۱۹۸۸) یک هنرپیشه اهل بریتانیا-آمریکا بود. وی بین سال‌های ۱۹۲۵ تا ۱۹۷۱ میلادی فعالیت می‌کرد.
از فیلم‌ها یا برنامه‌های تلویزیونی که وی در آن نقش داشته است، می‌توان به شبی در لیسبون، معادن شاه سلیمان، دره من چه سرسبز بود، خرابکاری، زندگی خصوصی هنری هشتم، اکنون، ای مسافر، نبرد، احساس مالکیت و شکار مرگبار اشاره کرد.